# Crash Nitro Kart
 (novembre 2019).
Si vous disposez d'ouvrages ou d'articles de référence ou si vous connaissez des sites web de qualité traitant du thème abordé ici, merci de compléter l'article en donnant les références utiles à sa vérifiabilité et en les liant à la section « Notes et références ».
Pour les articles homonymes, voir CNK.
Crash Nitro Kart (CNK) est un jeu vidéo de karting commercialisé en novembre 2003 sur différentes consoles de jeu incluant la Microsoft Xbox, PlayStation 2, Nintendo GameCube, Nintendo Game Boy Advance, Apple iPhone, Apple iPod touch, et Nokia N-Gage. Crash Nitro Kart est la suite de Crash Team Racing des studios Naughty Dog, commercisalisé en novembre 1999 sur PlayStation. CNK est sorti sous le label Universal Interactive et développé par Vicarious Visions.

## Histoire
Crash ainsi que tout le clan Bandicoot et Neo-Cortex avec ses acolytes le docteur N.Gin et Tiny se font "enlever" par l'empereur Velo XXVII. Ce dernier leur lance un défi difficile à refuser : le battre sur le circuit sinon la Terre sera détruite. Ainsi, le joueur, comme dans le précédent opus, Crash Team Racing, devra parcourir
4 mondes, remporter toutes les courses de ceux-ci pour ensuite affronter un boss de niveau (soit un boss par monde) et, encore après, affronter l'empereur Velo XXVII.

## Modes de jeu

### Modes de courses
Il existe six modes de courses :
- Le mode aventure où le but est de battre Velo XXVII puis de débloquer tous les personnages du jeu.
- Le mode Contre-La-Montre où le joueur doit faire le meilleur temps possible sur les circuits du jeu.
- Le mode Contre-La-Montre sur un tour, le joueur devant faire le meilleur tour possible du circuit.
- Le mode course rapide où le joueur choisit son circuit et affronte les adversaires de la difficulté de son choix.
- Le mode course en équipe sensiblement pareil au mode course rapide à la seule différence que le joueur peut opérer des frénésies avec les membres de son équipe.
- Le mode coupe permettant au joueur de disputer trois circuits contre des adversaires avec un système de points (9 points pour le premier, 6 pour le deuxième...). C'est le seul mode course pouvant se jouer à plus d'un joueur humain.

### Personnages
Dans ce jeu, le joueur a accès à 16 personnages. Au départ, le joueur peut piloter 8 personnages et peut en déverrouiller 8 supplémentaires. Il y a plusieurs types de personnages dans le jeu, les lourds et rapides, les légers et maniables, les moyens et les "spéciaux".
Personnages du début
- Crash Bandicoot, le personnage principal du jeu, et accessoirement un bandicoot. C'est un personnage de type normal.
- Coco Bandicoot, la petite sœur de Crash, génie en informatique. C'est un personnage de type léger.
- Crunch Bandicoot, création initiale du docteur Cortex pour anéantir Crash (voir Crash: La vengeance de Cortex), il devient finalement ami de Crash et Coco, un bandicoot musclé qui passe son temps à soulever des haltères. C'est un personnage de type lourd.
- Docteur Neo Cortex, éternel ennemi de Crash et scientifique fou qui veut à tout prix dominer le monde. C'est un personnage de type normal.
- Docteur N. Gin, employé de Cortex expert en mécanique. C'est un personnage de type léger.
- Tiny Tiger, gros tigre de Tasmanie très costaud mais également très limité intellectuellement. C'est un personnage de type lourd.
- Nitros Oxide, extra-terrestre fou et obsessionnel, il avait déjà lancé un défi à Crash dans Crash Team Racing, il est obnubilé par la pratique du kart. C'est un personnage de type normal.
- N. Trance, maître de l'hypnose qui arrive à manipuler ses adversaires. C'est un personnage de type normal.

Personnages à débloquer
- Faux Crash, un clone raté de Crash, bête et méchant. C'est un personnage de type spécial.
- Docteur N. Tropy, le maître du temps qui est un champion du kart. C'est un personnage de type spécial.
- Dingodile, un hybride dingo-crocodile fou et psychopathe. C'est un personnage  de type lourd.
- Zam, une sorte d'iguane mutant, assez bête et insignifiant. C'est un personnage de type lourd.
- Zem, Un monstre malpropre et ami de Zam. C'est un personnage de type léger.
- Polar, petit ours polaire. C'est un personnage de type léger.
- Pura, petit tigre. C'est un personnage de type spécial.
- Velo XXVII, grand champion du tournoi CNK et le personnage le plus difficile à débloquer. C'est un personnage de type spécial. Il est jouable sous sa forme "déguisé" sur Gameboy Advance, et sous sa vraie forme dans les versions consoles de salon.

Dans la version GBA, Pura, Zem et Zam ne sont pas jouables. En revanche, les boss (Krunk, Nash, Geary et Norm dans ses deux formes) ainsi que Spyro sont déblocables.

## Circuits et Arènes

### Circuits
Il y a 13 circuits jouables :

#### Terranée
- Île infernale
- Jungle en folie (1er Boss Krunk)
- Petit Temple

#### Barin
- Ruines de Barin
- Gorges du Météore
- Eaux profondes (2e Boss Nash)

#### Fenomena
- Hors-Temps (3e Boss Petit Norm et Grand Norm)
- Wumpa l'Horloge
- Foudre

#### Teknee
- Production
- Androïdes (4e Boss Geary)
- Électrons

#### Citadelle de Vélo
- Hyperespace (Boss Final Empereur Vélo XXVII)

### Arènes
Il y a 5 arènes jouables :
- Panique au temple
- Frénésie de glace
- Tempête du désert
- Fracas Magnétique
- Terra Drome

## Innovations
L'arrivée de nouveaux items comme l'étoile métallique permettant de geler les adversaires compense la disparition de certains items de Crash Team Racing comme la fiole n'brio. De plus, de nouveaux types de caisses apparaissent comme les caisses marquées d'un (X) où le joueur bénéficie automatiquement d'un triple item (triple missile ou triple bombe..). Les caisses (!) apparaissent aussi dans cet opus, elles permettent au joueur d'activer un élément du décor afin d'éliminer ou de ralentir ses adversaires (par exemple dans le circuit Electrons le joueur peut changer la voie qui accélère sur une portion du circuit). Cette nouvelle caisse s'avère plus utile en mode bataille car elle permet souvent, utilisée à bon escient, d'éliminer un adversaire. Mais la plus marquante innovation de ce jeu reste celle de pouvoir combiner avec un partenaire de son équipe pour pouvoir faire une frénesie, c'est-à-dire à avoir, pendant un temps limité, un grand nombre d'objets utilisables. Néanmoins une frénesie n'est possible qu'avec un joueur de son équipe, il y a 4 équipes de personnages recouvrant tous les types de personnages :
Équipe Bandicoot
- Crash Bandicoot
- Coco Bandicoot
- Crunch Bandicoot
- Faux Crash

Cette équipe possède Aku-Aku comme masque protecteur.
Équipe Cortex
- Dr. Néo Cortex
- N. Gin
- Tiny
- N. Tropy

Cette équipe possède Uka-Uka comme masque protecteur.
Équipe Oxide
- N.Oxide
- Zem
- Zam
- Velo

Cette équipe possède Velo comme masque protecteur.
Équipe Trance
- N. Trance
- Polar
- Dingodile
- Pura

Cette équipe possède également Velo comme masque protecteur.
À noter également que ce jeu dispose d'un éditeur d'arène ce qui permet au joueur de composer ses propres arènes.

## Sur Game Boy Advance

### Personnages possédant Aku Aku comme masque protecteur
- Crash Bandicoot
- Coco Bandicoot
- Crunch Bandicoot
- Faux Crash
- Polar

### Personnages possédant Uka Uka comme masque protecteur
- Dr Néo Cortex
- N. Gin
- Tiny
- N. Tropy
- Nitros Oxide
- N. Trance
- Dingodile
- Spyro
- Krunk
- Nash
- Petit Norm
- Grand Norm
- Geary
- Empereur Vélo XXVII

## Voix françaises
- Martial Le Minoux : Dr Neo Cortex, Crunch Bandicoot
- Natacha Gerritsen : Coco Bandicoot
- Sylvain Lemarie : Aku Aku, Uka Uka
- Marc Saez : Norm, Nash
- Patrice Melennec : Vélo
- Alexis Tomassian : Dingodile

## Voix originales
- Steve Blum : Crash Bandicoot, Empereur Velo XXVII, Real Velo
- Andre Sogliuzzo : Norm, Zem
- Billy West : Nash, Zam
- Clancy Brown : Dr Neo Cortex, Uka Uka
- Debi Derryberry : Coco Bandicoot, Polar
- Dwight Schultz : Dingodile, Fake Crash
- Kevin Michael Richardson : Crunch Bandicoot, Conseiller 2
- Paul Greenberg : Geary, Pura
- Quinton Flynn : N Gin, Nitrous Oxide
- Tom Bourdon : N Trane, Conseiller 1
- John DiMaggio : Tiny Tiger
- Marshall R. Teague : Krunk
- Mel Winkler : Aku Aku
- Michael Ensign : N Tropy